# Fosse no 5 des mines de l'Escarpelle
La fosse no 5 de la Compagnie des mines de l'Escarpelle est un ancien charbonnage du Bassin minier du Nord-Pas-de-Calais, situé à Douai. Trois ans après la mise en service de la fosse no 4 - 4 bis, la Compagnie commence à quelques centaines de mètres un nouveau puits, également destiné à exploiter le gisement de charbon gras, découvert une vingtaine d'années plus tôt par la Compagnie des mines d'Aniche à la fosse Gayant.
Le puits est foncé par le procédé Kind-Chaudron, et la fosse commence à extraire en 1879. Des corons sont construits aux abords de la fosse. Les installations sont détruites durant la Première Guerre mondiale, mais la fosse est reconstruite. À la Nationalisation, les installations sont vieillissantes, la fosse produit peu. Elle est concentrée en 1951 sur la fosse Gayant et modernisée en 1953. Elle cesse d'assurer le service en 1960, et l'aérage en 1970, date à laquelle le puits est remblayé, et les installations détruites. Au début du XXIe siècle, il subsiste encore sur le carreau de fosse les bâtiments annexes, ainsi que les corons, et les habitations construites après la Nationalisation.

## La fosse

### Fonçage
Le fonçage du puits no 5 débute le 6 septembre 1875 à Douai, dans le hameau de Dorignies. La fosse est située 490 mètres à l'ouest-sud-ouest de la fosse no 4 - 4 bis. Le diamètre est de 3,65 mètres. Le procédé Kind-Chaudron est utilisé pour le fonçage du puits. Le cuvelage descend jusqu'à 122 mètres et le puits atteint le terrain houiller à 210 mètres. La fosse a coûté 917 826,16 francs.

### Exploitation
L'exploitation commence en 1879 à 278 et 334 mètres. Un chevalement métallique est installé en 1909. l'exploitation a alors lieu à 683 mètres.
George Richez, conseiller général du Nord élu pour le canton de Marchiennes et mineur dans cette fosse, y meurt en même temps qu'un collègue le 22 avril 1911.
En 1950, le puits atteint 681 mètres et la fosse, équipée d'un matériel à bout de souffle, produit très peu. Le puits no 5 sert à l'extraction, au service et à l'entrée d'air. Le retour s'effectue par les puits nos 1 et 3 de l'Escarpelle. Le puits no 5, équipé d'une machine d'extraction à air comprimé Thiriau de 600 chevaux, reçoit à partir de 1953 des cages à quatre plateaux de deux berlines de 500 litres et ses recettes du fond et du jour sont améliorées. La fosse sert jusqu'en 1960 au service du personnel et du matériel puis elle s'arrête, n'ayant plus que des fonctions d'aérage jusqu'en 1970. Le puits profond de 681 mètres est remblayé en 1970 et le chevalement abattu en juin de la même année. La fosse a produit 7 432 000 tonnes.

### Reconversion
Au début du XXIe siècle, Charbonnages de France matérialise la tête de puits. Le BRGM y effectue des inspections chaque année. Un institut médico-éducatif s'est installé sur le site, et occupe les anciens bâtiments de la fosse. Bien que la partie extractive ait été détruite après la fermeture de la fosse, à l'instar de la fosse no 8, les bâtiments annexes ont été conservés. Ainsi, il reste les bains-douches ouvriers, les ateliers-magasins, la salle des compresseurs et les bureaux.

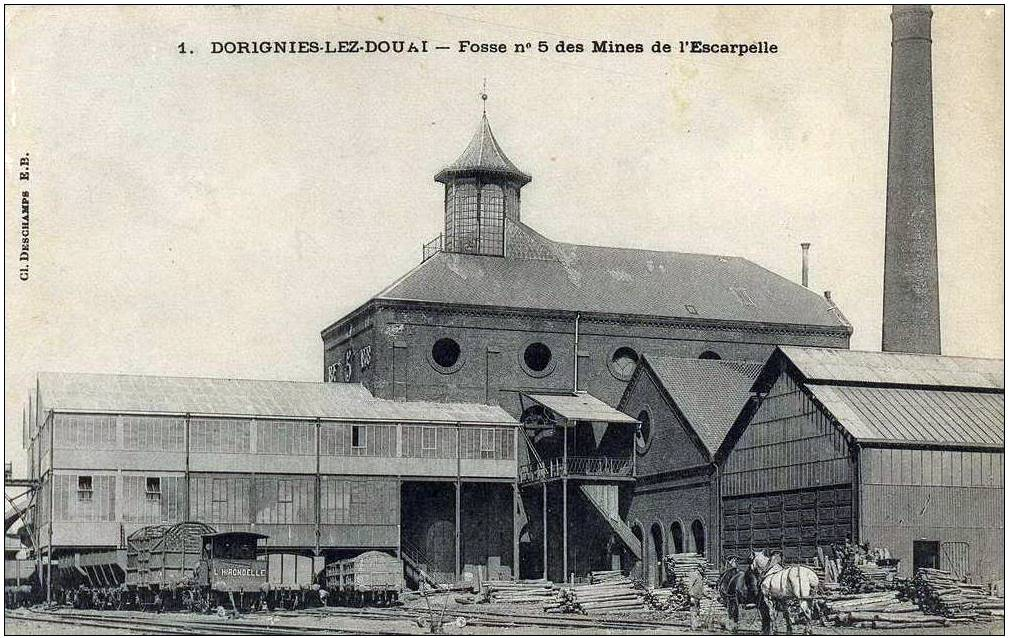
La fosse no 5 vers 1910.
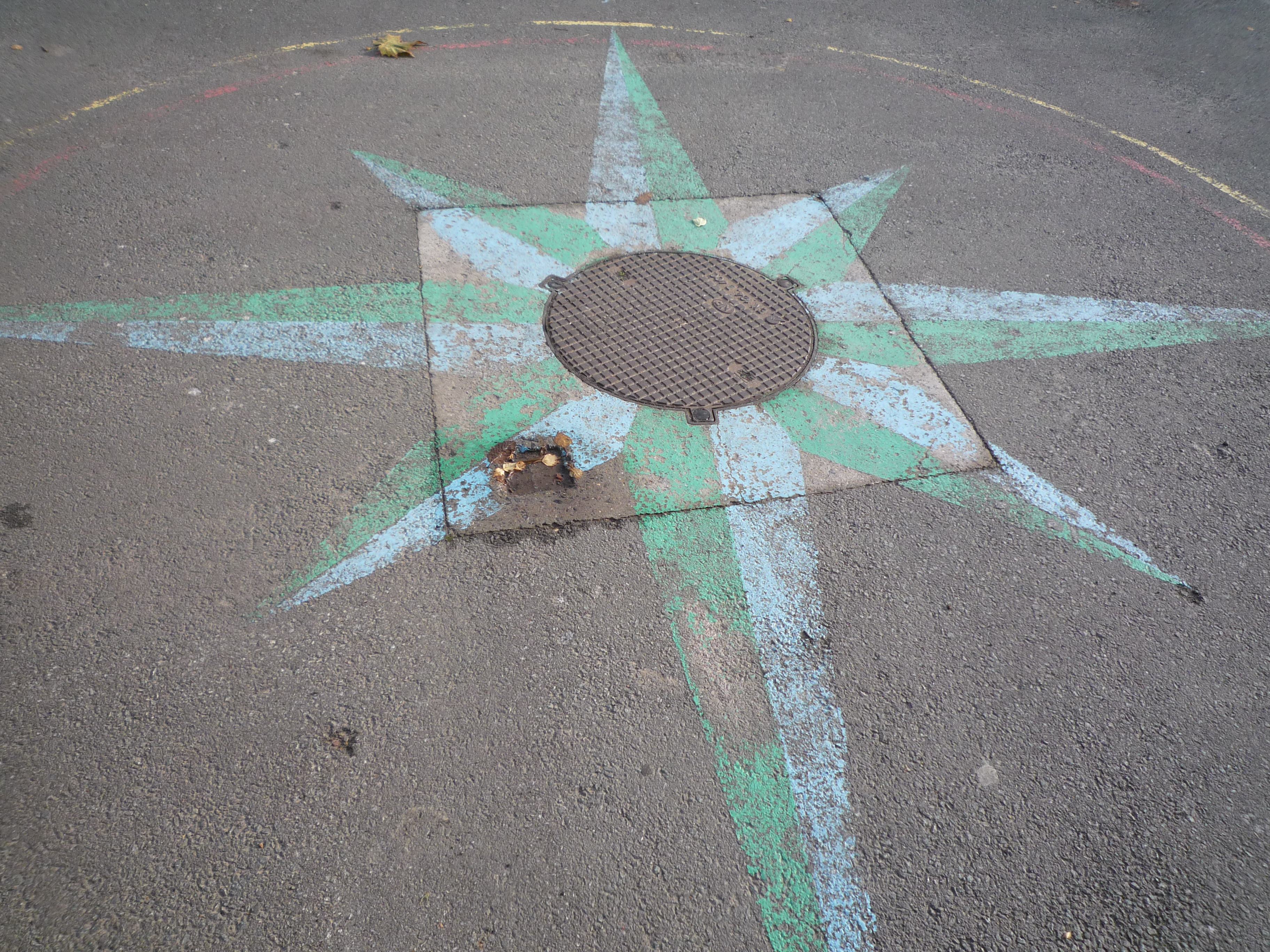
La tête de puits matérialisée no 5.
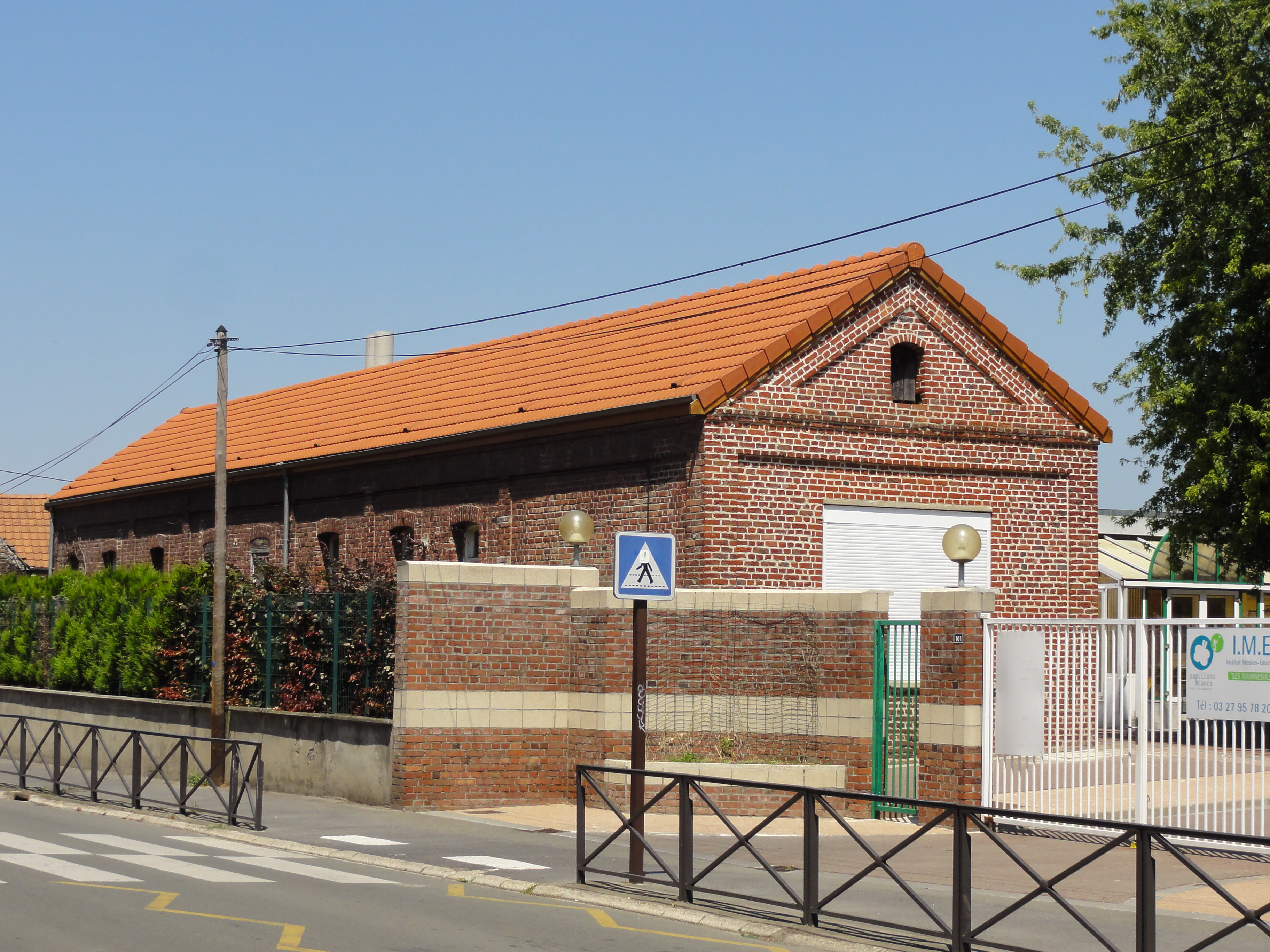
Les bureaux.
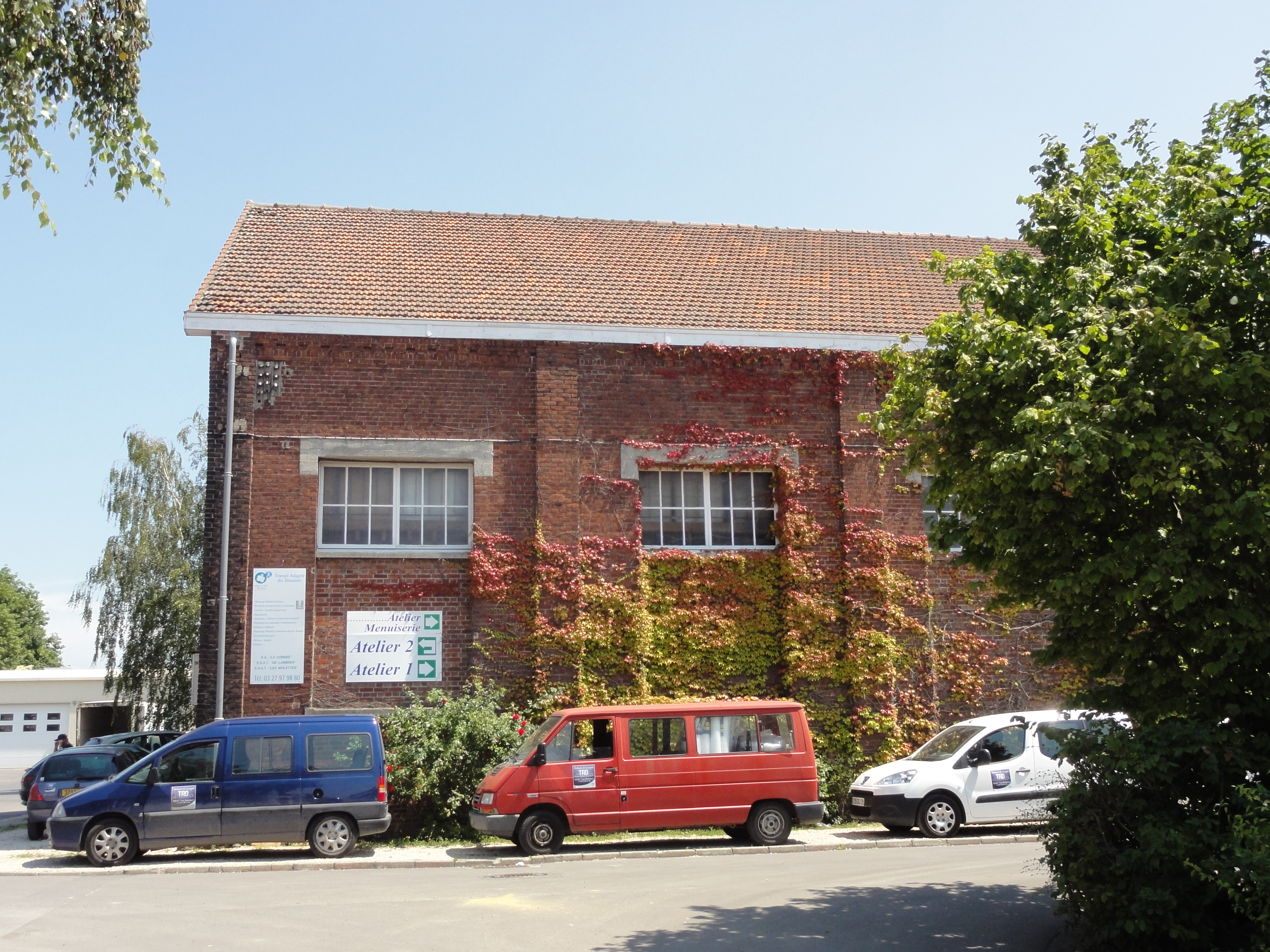
La salle des compresseurs.
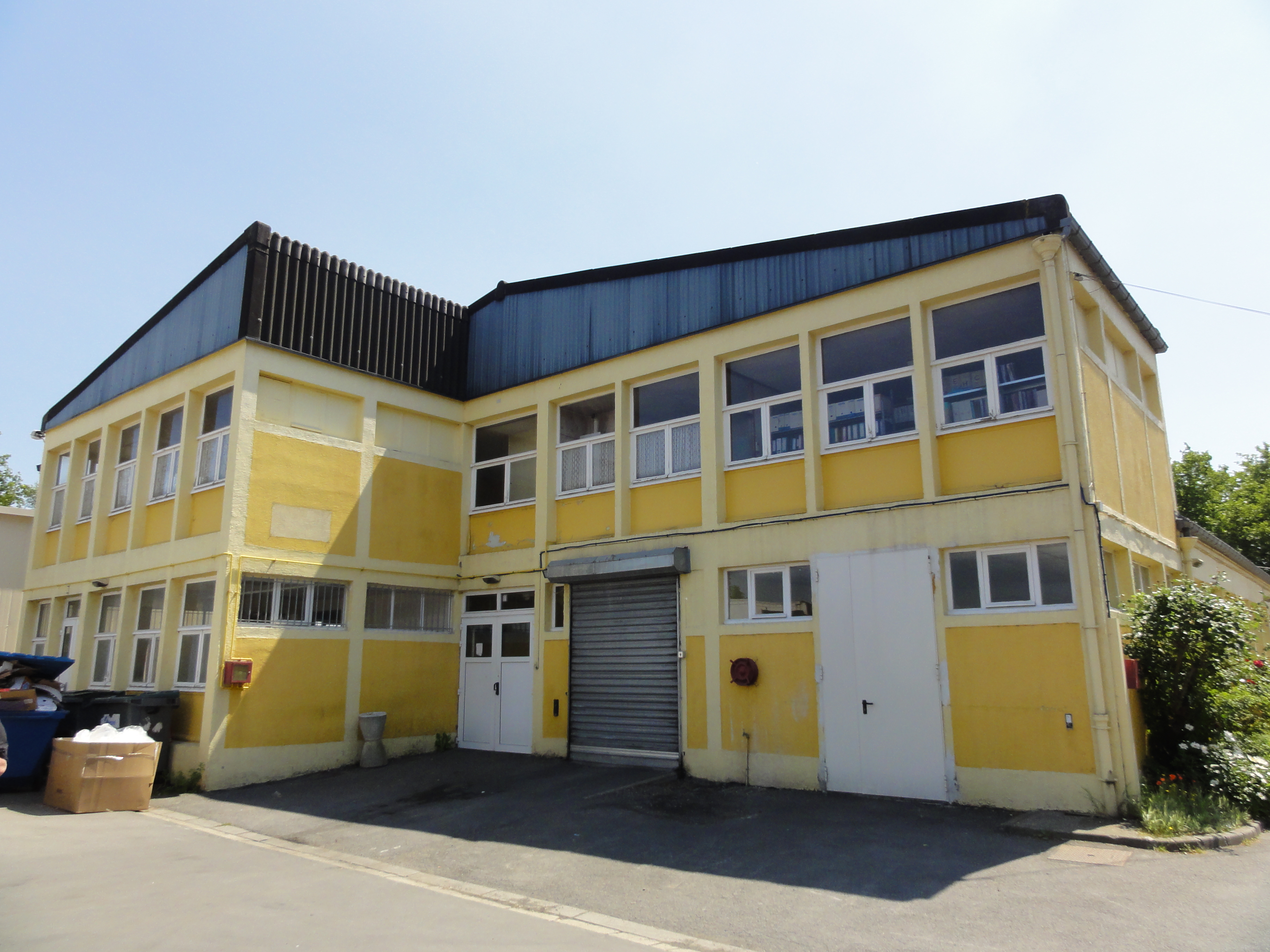
La salle des bains-douches ouvriers.
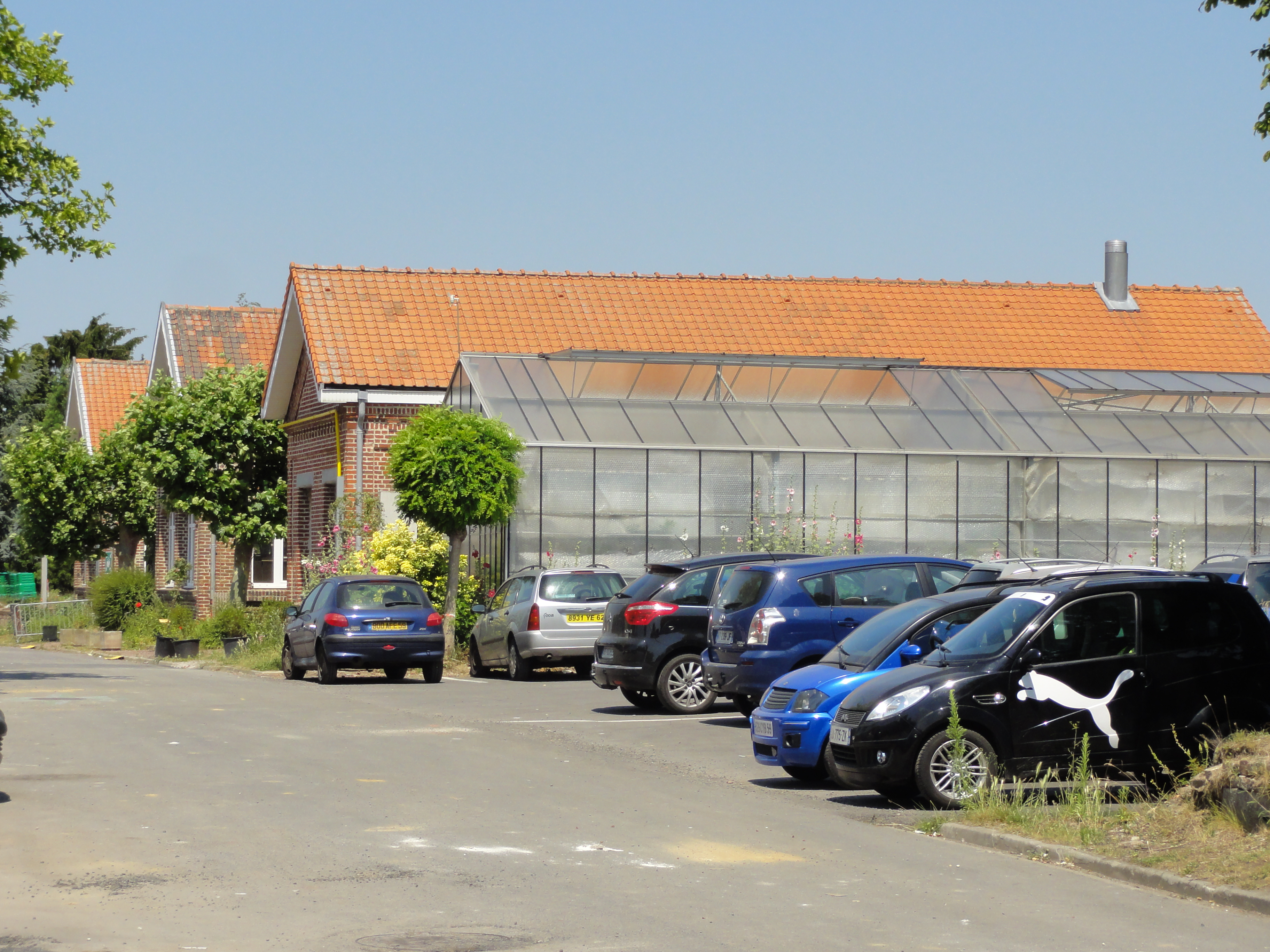
Les ateliers-magasins.

## Les cités
La Compagnie des mines de l'Escarpelle a construit plusieurs corons à proximité de la fosse pour y loger ses ouvriers. Il n'y a aucune maison individuelle. Après la Nationalisation, des habitations de plain-pied ont été construites un peu plus au nord des corons, toujours le long de la ligne Paris-Nord - Lille.

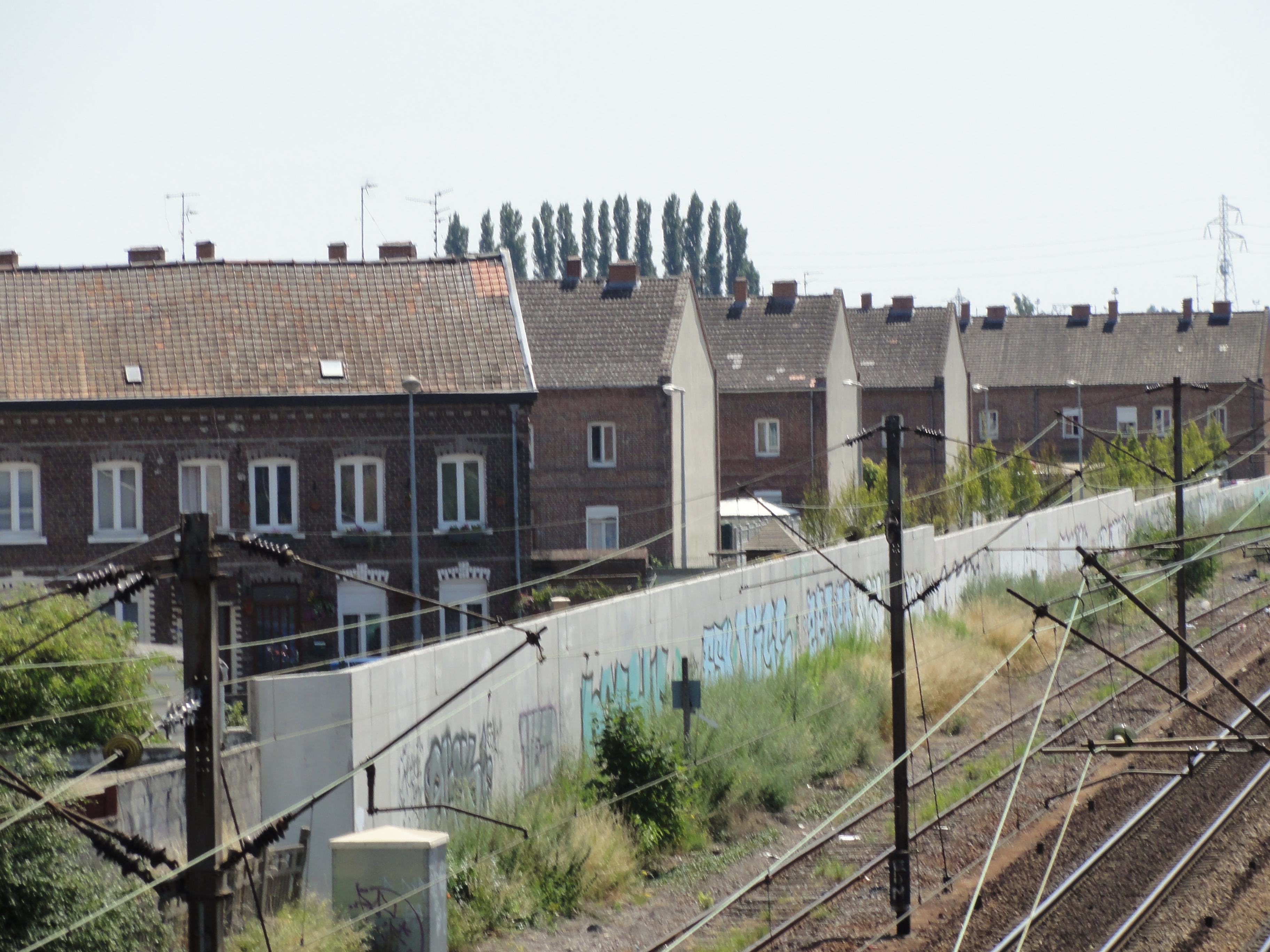
Les corons.
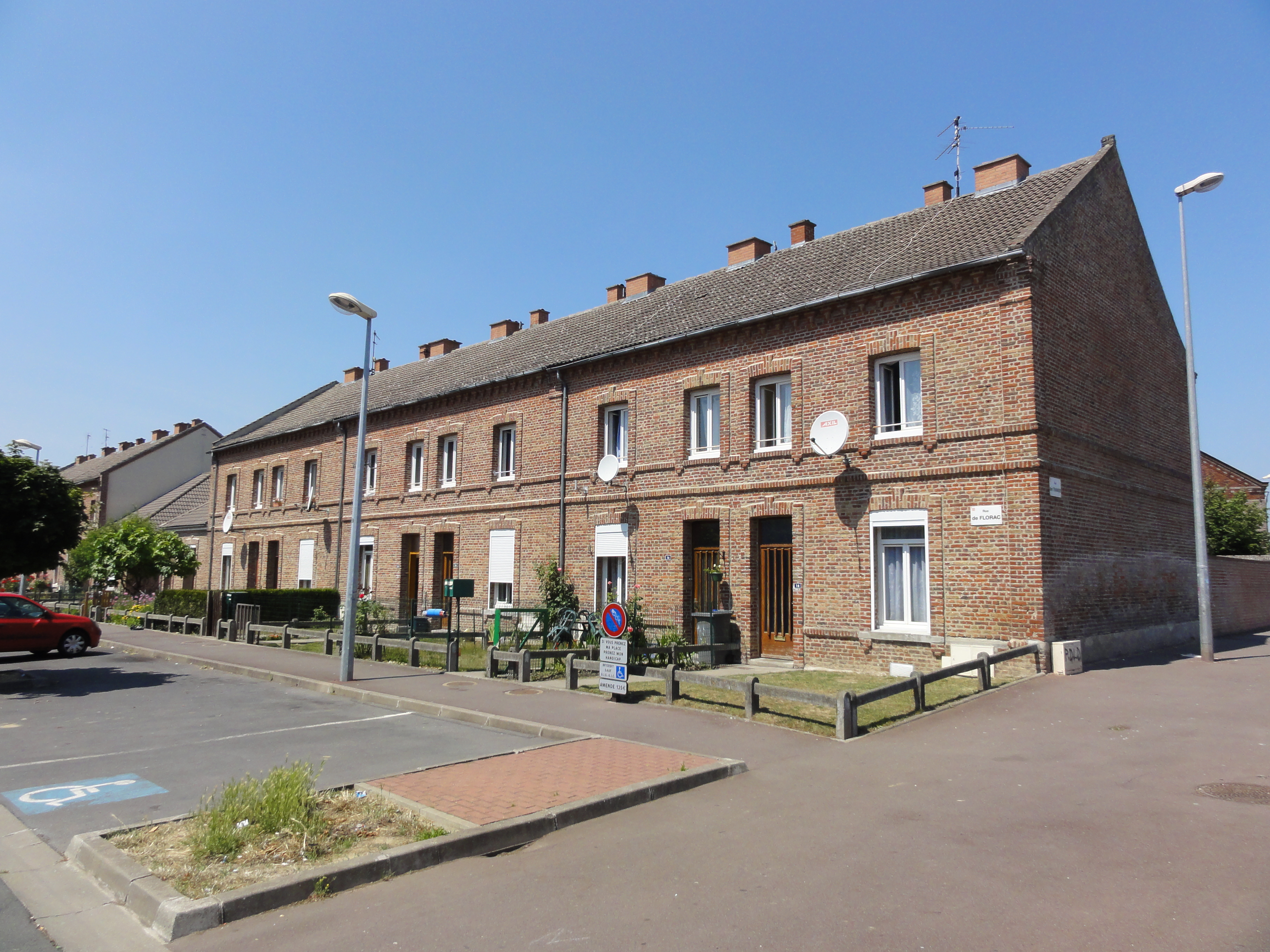
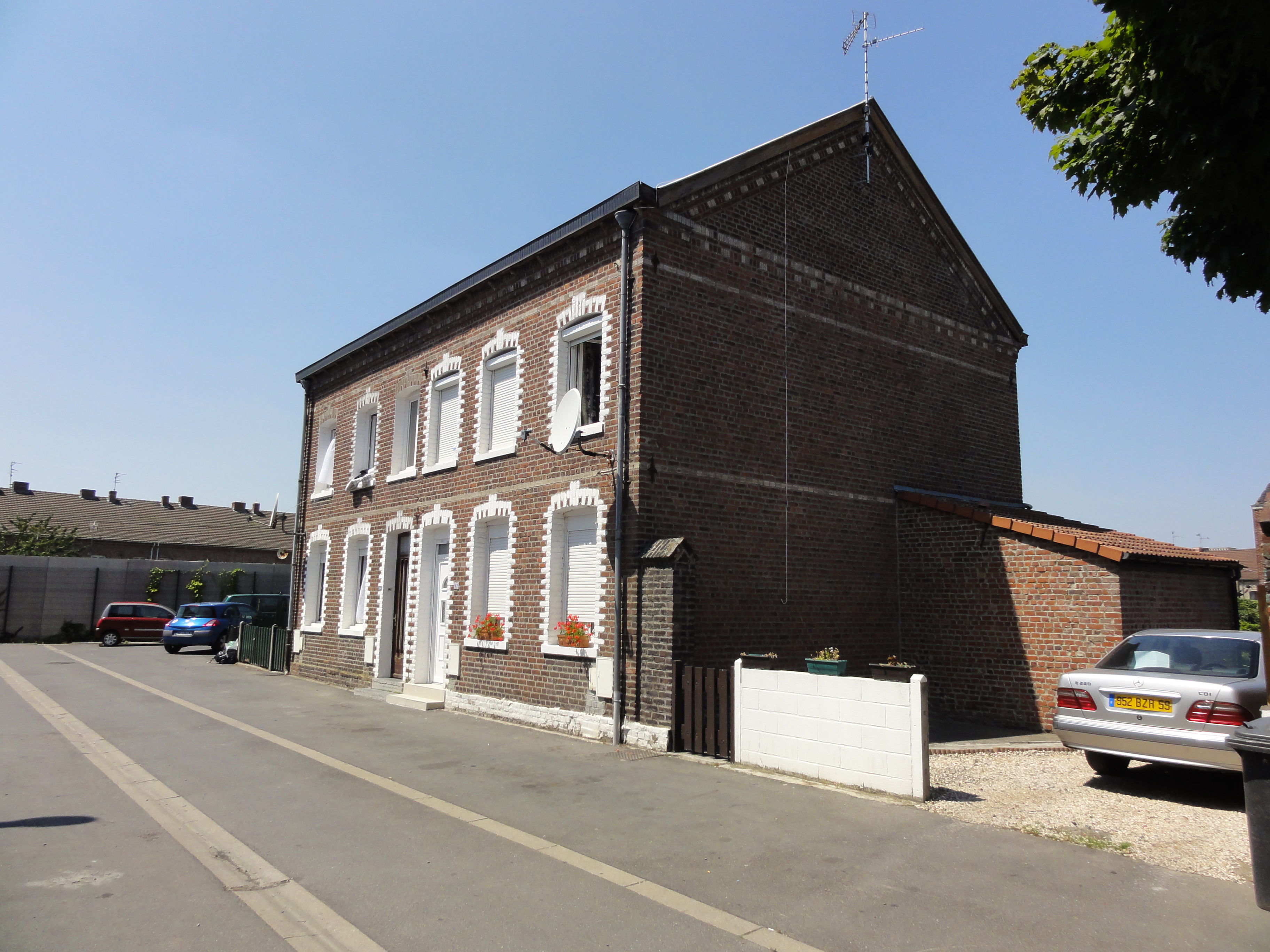
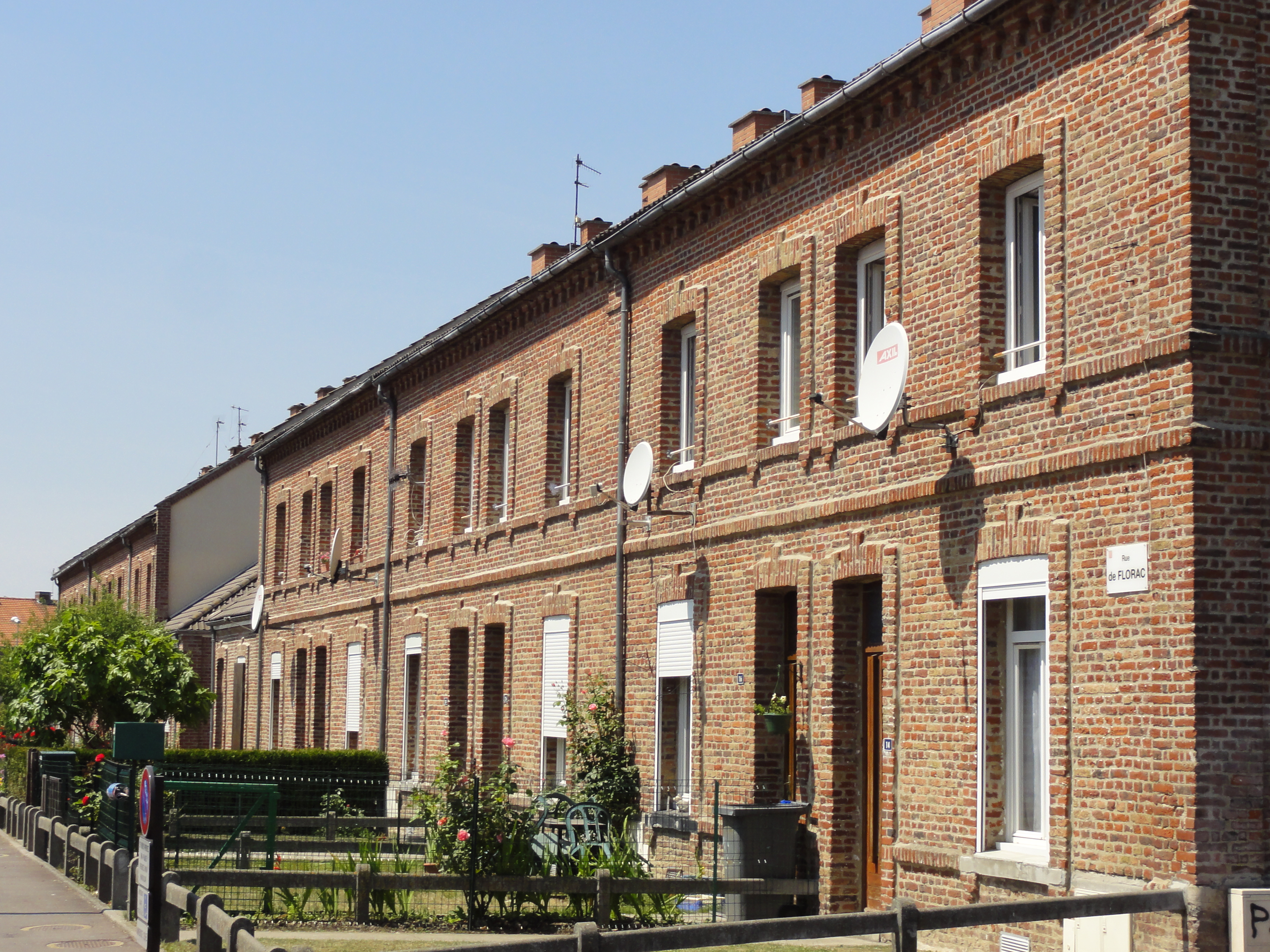
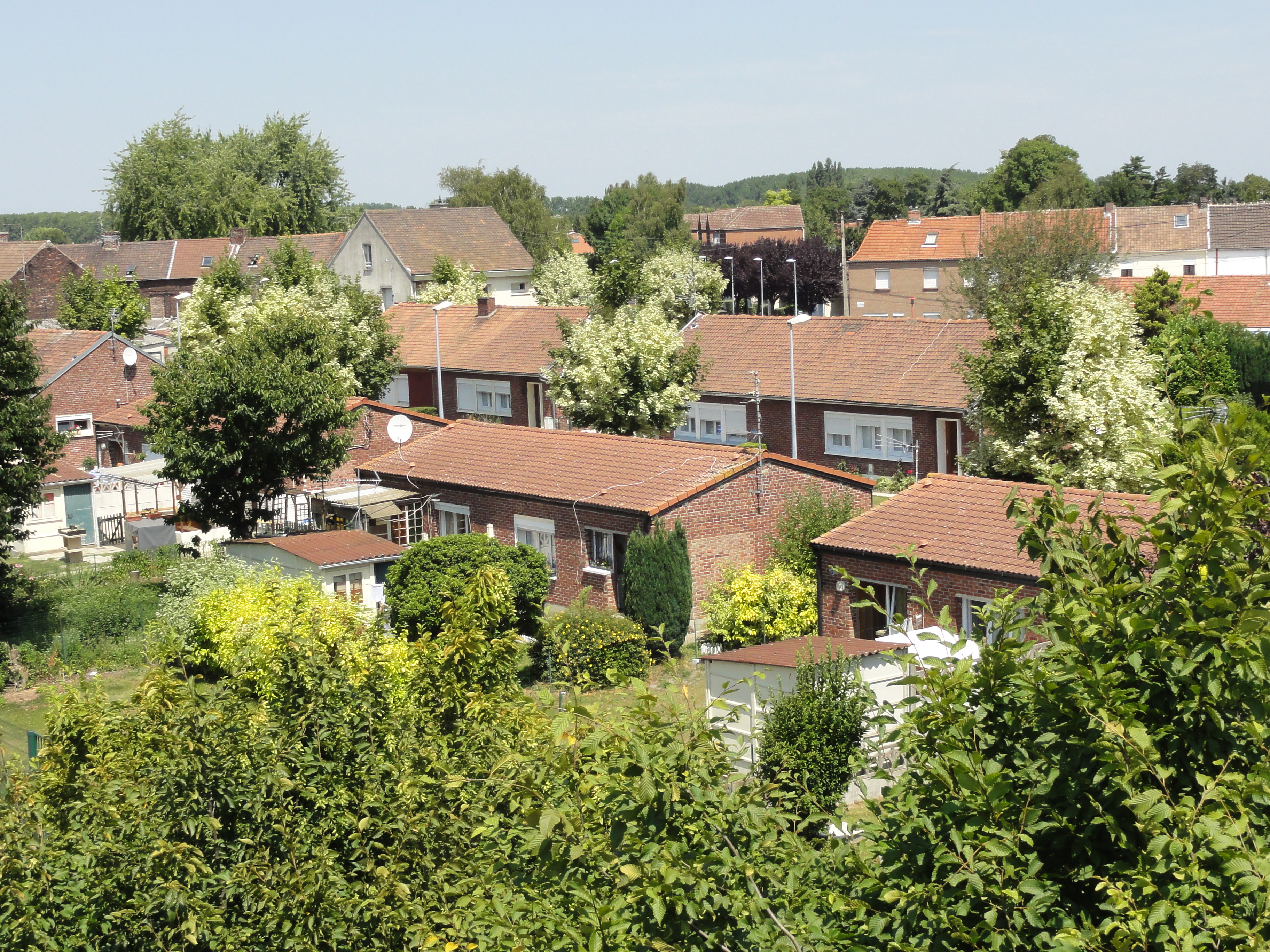
Les habitations post-Nationalisation.
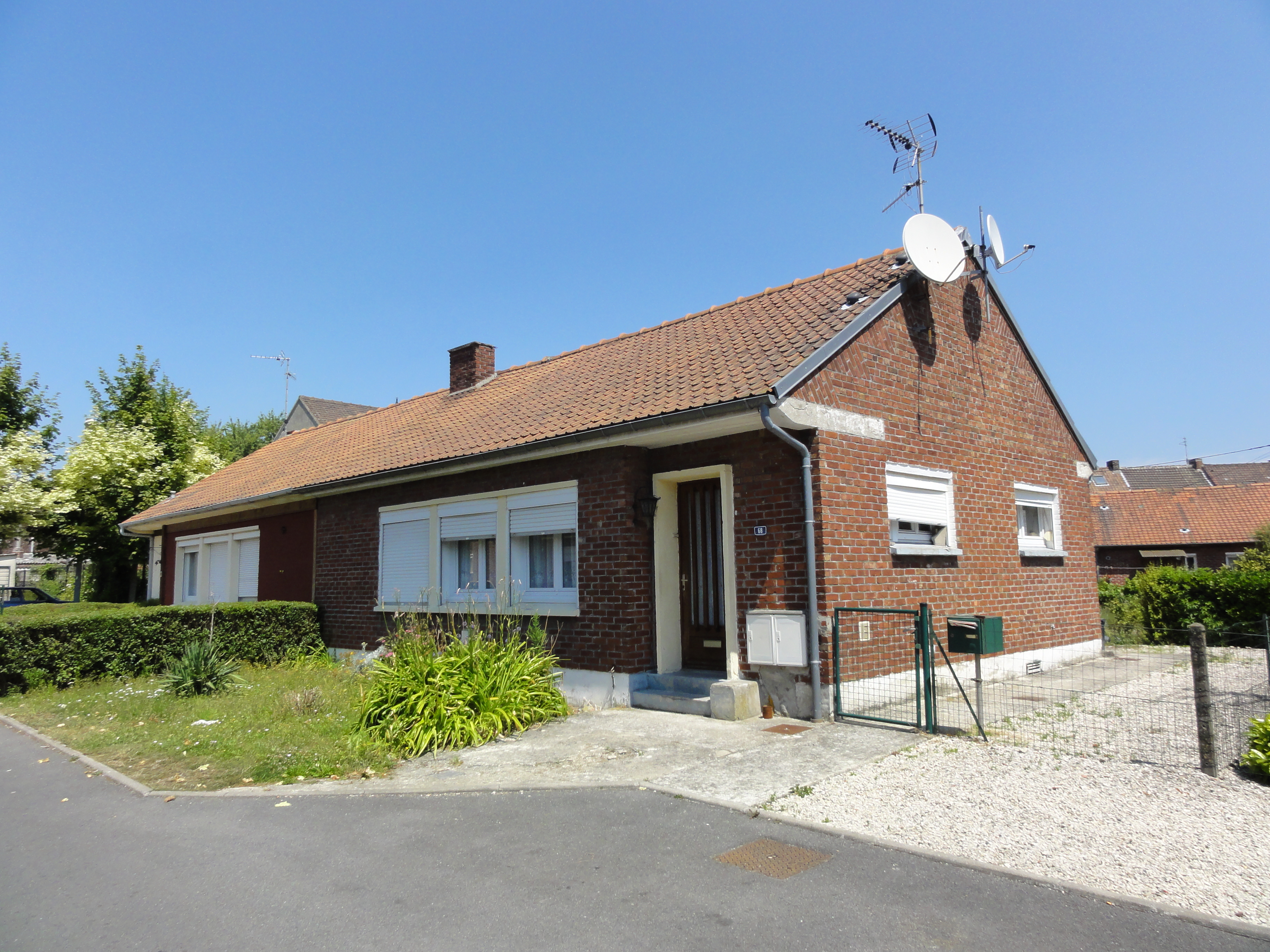